# 文子
文子（？—？），道家人物，相傳是老子弟子。眾說紛紜，其源流不詳，或為陳蔡一帶人。人稱通玄真人。文子可能是雜揉很多歷史人物所彙整的，大致上都是道家思想家，辛文子是其中之一。文子是《文子》（即《通玄真经》）一书作者。

## 簡介
生卒年不詳。目前學術界主要看法认为文子就是辛文子，號計然，然而此说存很大争议。
一說文子姓文，名仲。也有人認為文子就是文種。
有人認為文子少於孔子，曾问学于子夏和墨子，班固在《汉书·艺文志》下注明：“老子弟子，与孔子同时，而称周平王问，似依託者也。”北魏李暹作《文子注》，传曰：“姓辛，……号曰计然。范蠡师事之。本受业于老子。”
文子在繼承發展老子学说很有成就。東漢學者王充對文子推崇備至，說：“老子、文子，似天地者也。”相传文子学道早通後，曾游学於楚，楚平王孙白公胜曾向他詢問“微言”。后又游学到齐国，彭蒙、田骈、慎到、环渊等皆师事之，形成齐国的黄老之学。《韓非子》還記載齊王問於文子治國之道。